# Болгарская противотанковая бригада войск СС (1-я болгарская)
Болгарская противотанковая бригада войск СС (1-я болгарская) (нем. SS Panzer-Zerstörer Brigade (bulgarische Nr. 1), болг. Българска СС противотанкова бригада (1-ва българска)), известная как Противотанковый легион (болг. Бронеизтребителната легия) — воинская часть войск СС, состоявшая из болгарских добровольцев и воевавшая против частей Красной армии.

## Формирование
Вопрос о создании болгарского добровольческого легиона в составе войск СС для участия «в крестовом походе против большевизма» был впервые озвучен Гиммлером в декабре 1942 года, однако царь Борис III ответил отказом, поскольку формирование болгарской воинской части в составе немецкой армии могло ослабить болгарские вооружённые силы.
После того как 9 сентября 1944 Болгария перешла на сторону войск антигитлеровской коалиции, а при поддержке Отечественного фронта войска Болгарии начали вести боевые действия против немцев, военно-политическое руководство Третьего рейха приняло решение об использовании оставшихся в распоряжении болгар.
Первым шагом стало создание абвером диверсионно-террористической группы в составе шести человек болгарской национальности, которая была переброшена в Болгарию с задачей действовать за линией фронта. Вскоре группа была уничтожена в Пиринском крае.
В дальнейшем, было принято решение о создании из болгар полноценного вооружённого подразделения.
Гиммлер отдал приказ о формировании болгарского пехотного полка, который должен был стать основой для создания 1-й болгарской пехотной дивизии СС (нем. Waffen-Grenadier Division der SS (bulgarische Nr. 1)). Первоначально, Гиммлер установил жёсткие критерии для набора в болгарский полк СС: кандидатами должны были быть только те болгары, которые сумели после переворота в Болгарии бежать в Югославию или перебежали к немцам из болгарских армий, прибывших на советско-германский фронт.
Созданное 16 сентября 1944 в Вене Национальное правительство Болгарии в изгнании объявило о создании «Болгарского освободительного корпуса» под командованием полковника Ивана Рогозарова и призвало всех болгар в возрасте от 17 до 55 лет, проживающих в Германии, Италии, Словакии, Венгрии и Хорватии записываться добровольцами.
В октябре 1944 года началась запись кандидатов на службу в войсках СС из числа болгарских граждан. Помимо группы болгарских офицеров (находившихся в командировке в Германии и изъявивших желание перейти на немецкую военную службу) и перешедших на сторону немцев перебежчиков из болгарской армии в легион начали вербовать проживавших на подконтрольных Германии территориях болгарских эмигрантов.
Создание болгарской воинской части, в дальнейшем получившей наименование 1-й болгарский пехотный полк СС (нем. Waffen-Grenadier Regiment der SS (bulgarisches №1)), проходило в учебном лагере СС «Truppenübungsplatz Döllersheim» в городе Доллерсхейм (расположенном недалеко от австрийского Линца). К началу января 1945 года в лагерь прибыли 25 офицеров, 56 сержантов и около 500 солдат болгарской армии.
В дальнейшем, создаваемую часть пополнили за счёт обучавшихся в немецких учебных заведениях болгарских студентов (после 9 сентября 1944 обучение болгарских студентов было прекращено, их лишили хлебных карточек и поставили перед выбором: либо записываться на военную службу, либо быть трудоустроенными на производстве). Всего часть пополнили 150 студентами, обучавшимися в университетах рейха — активистами националистической организации «Бранник» (из них 12 девушек, студенток медицинских университетов Вены).
Последних кандидатов немцы вербовали среди болгарских военнопленных. В итоге Гиммлер набрал чуть больше 700 человек. Большинство солдат уже имели опыт в боях с югославами, а некоторые даже прошли военную подготовку, поэтому обучение прошло быстро.
В итоге Гиммлер разрешил создать противотанковую бригаду СС. Болгарский личный состав называл себя «Противотанковым легионом» в честь отрядов болгарских революционеров, которые вели борьбу против турецкого ига в 1860-е годы.
Списков личного состава части не сохранилось, однако численность служивших в легионе болгар оценивается от 500—600 до 800 человек, при этом часть кандидатов дезертировали, не дожидаясь окончания обучения и отправки на фронт

## Звания
Болгарская бригада являлась составной частью войск СС, но на территории её лагеря действовала странная смесь кодекса чести СС и уставов царской армии Болгарии. Аналогично обстояли дела и с воинскими званиями: во всех иностранных документах военнослужащие бригады фигурировали под эсэсовскими званиями, в то время как по документам своей части они продолжали носить болгарские чины. Ниже приведено их соответствие: звания в болгарской бригаде даны на болгарском языке, а на русском записаны соответствующие им звания войск СС.
| Болгарская бригада  | Ваффен-СС            |
| ------------------- | -------------------- |
| редник              | шутце СС             |
| ефрейтор            | ротенфюрер СС        |
| младши подофицер    | унтершарфюрер СС     |
| подофицер           | шарфюрер СС          |
| фелдфебел           | гауптшарфюрер СС     |
| офицерски кандидат  | штандартюнкер СС     |
| подпоручик          | унтерштурмфюрер СС   |
| поручик             | оберштурмфюрер СС    |
| капитан (ротмистър) | гауптштурмфюрер СС   |
| майор               | штурмбанфюрер СС     |
| подполковник        | оберштурмбанфюрер СС |
| полковник           | штандартенфюрер СС   |

## Структура и командование
Организационно болгарская часть СС состояла из двух малочисленных пехотных батальонов, усиленных противотанковыми средствами, противотанкового артиллерийского дивизиона и команд боевого обеспечения: связи, медицинской, саперно-заградительной и штабной. Командиром полка и бригады по совместительству являлся полковник Иван Рогозаров, бывший министр труда Болгарии и начальник вспомогательных Трудовых войск государства, дважды кавалер ордена «За Храбрость». Первым батальоном командовал подполковник Георги Малков, бывший начальник штаба 2-й пехотной дивизии Болгарской армии и участник обороны Велико-Тырново от советских войск. Вторым батальоном руководил капитан Цветан Богоров. Противотанковым батальоном руководил капитан Лебибов, а медицинская команда подчинялась майору запаса, доктору Луке Билярскому. Начальником штаба бригады был немец с болгарскими корнями по матери Пауль Брилинг, штурмбанфюрер СС и член НСДАП с 1939 года. В рядах легионеров, по некоторым неподтверждённым и недоказанным сведениям, служили даже офицеры и унтер-офицеры СС, обучавшие болгар в лагере.

## Техника и вооружение
На вооружении бригады находилось стрелковое оружие (пистолеты «Парабеллум», «Вальтер П38» и «Браунинг 1910», карабины Маузер 98к, пистолеты-пулемёты МП-40 и пулемёты МГ-34), винтовочные гранатомёты, несколько 50-мм миномётов гранатверфер 36, а также противотанковые гранатомёты Панцерфауст и Панцершрек, различные противотанковые ружья, гранаты и мины.
На вооружении артиллерийского дивизиона было 16 75-мм противотанковых орудий (по штатам, их должно было быть 24) и две 88-мм зенитных пушки флак 36, которые применялись ещё и как противотанковые орудия. Студенты были вооружены ещё и форменными ножами, и кинжалами, штыками, а офицеры даже носили сабли.
В распоряжении бригады был автотранспорт — грузовики Опель блиц и Фиат, несколько легковых автомобилей Опель капитан и мотоциклов, а также один самолёт Физелер-156 «Шторьх», который пилотировал подпоручик авиации Петр Бочев (его передал бригаде Герман Геринг).

## Символика
Болгарская бригада не имела собственного штандарта и, следовательно, не воевала под флагом Третьего рейха — красным знаменем с белым кругом и чёрной свастикой. Однако знамя болгар всё-таки существовало: это был национальный болгарский флаг, на котором был изображён вышитый серебром герб Болгарии, а чуть ниже был написан девиз «Свобода или смерть». Знамя изготовила Стелла Рогозарова, жена командира бригады, а православный священник в Граце освятил его. Знамя всегда выносилось в присутствии немецкого командования, которое ни разу не возражало против его использования.
Форма одежды не отличалась от эсэсовской формы, разве что на правой петлице был изображён серебряный болгарский лев вместо букв SS, созданных из рун «Зиг». На предплечье левого рукава была щитообразная нашивка национальных цветов. Однако в болгарах были сильны националистические настроения, и это стало приводить к тому, что солдаты нагло сдирали кокарды с изображением мёртвой головы и срывали эсэсовские погоны, прикрепляя собственные болгарские погоны и кокарды с болгарскими львами. Многие носили болгарские пилотки и фуражки, а знаменосец бригады, подофицер Радойнов, и вовсе носил полную болгарскую форму. С весны 1945 года в бригаду стали поступать камуфлированные блузы и плащ-палатки, которые достались не всем. Каски были исключительно немецкими, лишь у некоторых солдат были пряжки со львами.

## Дисциплина

### Поведение в отношении мирного населения
С дисциплиной дела были очень плохи — бригада печально прославилась своим скандальным поведением в Дёллерсхайме (Австрия). Болгары постоянно устраивали драки и побоища в Дёллерсхайме, разбивая окна в домах и очень часто устраивая пьяные дебоши. Остановить распространявшееся пьянство в болгарской бригаде так и не удалось до конца войны. Жертвами драк становились как мирные жители, так и военнослужащие. В начале марта 1945 года в кафе был расстрелян на глазах у мирных жителей солдат фольксштурма, а ещё один чуть не умер от ножевого ранения. Полковник Рогозаров умудрился скрыть виновных, однако после этого инцидента болгарским солдатам было запрещено носить личные пистолеты и ножи. Несмотря на такие драки, несколько болгарских легионеров создали семьи, женившись на австрийках.

### Отношение к немцам
В целом, настроения в бригаде были неоднозначны, но студенты из националистической организации «Бранник» были ярыми немецкими сторонниками и поддерживали дисциплину в легионе. Наиболее надёжным подразделением была 1-я рота Стефана Замфирова, бывшего офицера болгарской жандармерии. Он имел личные счёты с большевиками: его жена была убита коммунистическими партизанами. Желая предотвратить любые проявления симпатии к коммунистам, Замфиров ввёл железную дисциплину и круговую поруку в своей роте.

## Деятельность

### Заговор Мичо Златкова
В апреле 1945 года формирование прекратилось: советские войска продвигались к Берлину, и вермахту срочно нужна была помощь. В бой была брошена болгарская бригада, которая вошла в состав 2-го танкового корпуса СС, защищавшего Вену на рубеже реки Морава. 4 апреля бригада получила приказ отправляться на фронт и начала готовиться ко встрече с 46-й советской армией 3-го Украинского фронта, который участвовал в боях за Болгарию. Однако в последнюю минуту Рогозаров узнал, что кандидат-офицер Мичо Златков готовит заговор и собирается уничтожить штаб бригады, а затем перейти на сторону советских солдат. Полковник немедленно начал операцию по поиску предателя и вскоре застрелил его, а всех его сподвижников арестовали.
Немцы, узнавшие о стрельбе, немедленно отправили отряд полевой жандармерии и группу фольксштурма. Войска потребовали от болгар сдать оружие на время проведения расследования, но в ответ на это болгары начали стрелять. Один легионер был убит, и полковник Рогозаров с трудом уговорил болгар не стрелять. 28 человек было арестовано, 8 из них было расстреляно жандармами по приговору суда. Оправдать удалось только шестерых. Рогозаров и Бриллинг потратили месяц, чтобы скрыть эти обстоятельства от верховного командования, однако уже было поздно — Вена и Берлин пали, а немцы удерживали только Прагу. В итоге болгары всё же бросились в бой.

### Битва за Штоккерау
5 мая 1945 года командир 2-го танкового корпуса СС отдал приказ бригаде выдвинуться из Доллерсхейма и занять оборону на северо-востоке города Штоккерау, где было самое танкоопасное направление обороны. За ночь с 5 на 6 мая бригада успела прибыть в боевые порядки дивизии СС, номер которой не удалось установить. Она получила свой рубеж обороны, где не были построены противотанковые укрепления. Полковник Рогозаров стал готовить солдат к уличным боям, а сам призвал мирное население скорее убегать из города — для этого он выделил автотранспорт бригады, который сопровождала рота 2-го батальона и медицинская команда. Как оказалось, несколько человек сбежали из бригады, но в целом легионеры готовились к бою. Ветеран бригады Стоян Попьянков после войны говорил, что хотя Германия уже проиграла войну, но он должен был показать советским и немецким солдатам силу своего отряда. Перед битвой легионеры стали чаще писать на стенах домов одну и ту же фразу «Боже пази България» (болг. Боже, храни Болгарию) для укрепления своего боевого духа.
Утром 6 мая лётчик Петр Бочев доложил, что на подступах к городу собрались советские войска — танки с пехотинцами на броне и многочисленные гаубицы. Спустя несколько часов он снова вылетел и не вернулся — по заверению некоторых людей, он был сбит и погиб в битве. В 9 часов утра начались первые выстрелы — болгары столкнулись с частями той самой 46-й армии, которая первой вошла в Болгарию. Именно против неё они начали вести самые агрессивные бои, и это упорство (а также стойкость немецких эсэсовцев) не позволило советским частям продвинуться в Штоккерау. В 6 часов вечера стрельба прекратилась: болгары уничтожили 14 танков и две самоходки, а всего 46-я армия потеряла 29 бронемашин. По сообщению болгар, более ста советских солдат погибли от рук болгарских легионеров, тридцать попало в плен. Рогозаров разместил пленных в подвале торгового склада, отнял у них одежду и запер их там. Также, по сообщению болгар, болгары умудрились из реактивного противотанкового ружья «Офенрор» сбить штурмовик Ил-2, который по неосторожности снизился. Потери болгар составили 98 человек убитыми и 46 пропавшими без вести. Раненых удалось эвакуировать в германские госпитали, однако после их захвата русскими частями семь человек были казнены по обвинению в государственной измене в Софии 29 сентября 1945 (среди них был и Георги Малков).
Ночью болгарская бригада начала отступление на запад. Рогозаров приказал казнить пленных, однако поручик Хаджилалчев отказался это делать, за что был разжалован в рядовые, но не отстранен от командования своей ротой. Оставшиеся в Штоккерау подразделения СС должны были удерживать его еще в течение суток (что они и сделали, продержавшись в городке до исхода 7 мая), в то время как на Болгарскую бригаду командованием 2-го танкового корпуса СС была возложена задача занять и подготовить к обороне город Хорн, ключевой пункт следующего оборонительного рубежа корпуса.
В последние дни войны передовой подвижный отряд 47-й дивизии РККА (дивизион самоходных артиллерийских орудий, две роты автоматчиков и саперное подразделение), которым командовали майор И. А. Рапопорт и майор М. К. Гордиенко, получивший задание выйти на линию соединения с американскими войсками, переправился через реку Иббс в районе Кюммельсбаха, где военнослужащие отряда захватили три исправных танка «тигр», брошенных немецкими экипажами. Поставив трофейные «тигры» в авангард колонны, отряд продолжил движение к городу Амштеттен, при этом благодаря наличию немецких танков отряду удалось какое-то время идти рядом с отступавшими частями противника, нагоняя и перегоняя их. Обогнав подразделения отступавшей венгерской дивизии, отряд Рапопорта догнал ещё одну группу отступавших по дороге военнослужащих противника, которая состояла из румын и болгарских эсэсовцев, стремившихся сдаться американской армии. Разглядев на бортах самоходок десант из советских автоматчиков, румыны и болгары бросили оружие на дорогу и разбежались в стороны.

### Бомбардировка при Цирсдорфе и исчезновение 2-го батальона
До Хорна было 60 километров, и Рогозаров ожидал, что его войска прибудут в Хорн к утру. Однако по шоссе двигались многочисленные отступающие немецкие войска, что затруднило движение. Утром бригада оказалась в Цирсдорфе, где на мосту образовалась пробка. В этот момент в небе показались советские самолёты Пе-2, которые сбросили бомбы и начали стрельбу из пушек и пулемётов. Мост был разрушен, в этой бомбёжке погибла большая часть немцев и несколько болгарских легионеров, в итоге половину артиллерии пришлось бросить. Но ещё большей утратой был 2-й батальон, который исчез в полном составе. Пропал и его командир, капитан Богоров, который бросился на его поиски. Отстало немало немцев и из других подразделений.
Как оказалось, большая часть 2-го батальона в страхе разбежалась, а строй сохранила только рота поручика Хаджилакова. В составе 17-го корпуса фольксштурма его солдаты скрылись в горах западной Австрии, где до 12 мая вели бои. Когда две трети личного состава уже были уничтожены (некоторые всё-таки разбежались), Хаджилаков принял решение распустить свою роту и по поддельным документам пробраться в Бургас. Выжившие солдаты перешли в зону американской оккупации, а кто-то осел в Австрии.

### Бои в Хорне
К 12 часам 7 мая остатки бригады, в которой было всего 300 человек, прибыли в Хорн. А вот 2-й танковый корпус СС так и не добрался до города, ибо был оттеснён на юг. Защищать рубеж принялись войска 43-го корпуса под командованием генерала Карла Людде. Полковник Рогозаров и штурмбанфюрер СС Бриллинг были приняты генералом и получили заверения, что немцы будут защищать город до последнего солдата, а болгары вольются в его оборону. Болгарам доверили защищать замок Вайсгартен, который принадлежал князьям из рода Баттенбергов — рода первого болгарского князя Александра I.
Перед боем полковник обратился к солдатам с речью, призывая их защищать город до конца и постоять за честь болгарской армии и болгарского народа. Бойцы исполнили песню «Откол зора зазорила», а девушки-легионеры возложили на ступени замка букеты цветов. Стоян Попьянков после войны писал, что болгары готовы были вступить в бой сразу же после речи полковника. По окончании церемонии были арестованы и расстреляны подпоручик Ангеличков и один подофицер, которые пытались сдаться в плен красноармейцам.
Но вечером 7 мая Людде не выдержал и тайно вступил в радиопереговоры с командованием 46-й армии, заключив тайное соглашение о капитуляции утром 8 мая. Занятие города затянулось на день «благодаря» вступившим в бой немецким частям. Советское командование обещало свободный проход болгарам в зону ответственности американской армии, если те разоружат эсэсовцев и выдадут их Красной армии. Над болгарской бригадой нависла реальная угроза пленения своими же союзниками. Но кто-то из офицеров штаба генерала Людде около полуночи сообщил обо всем полковнику Рогозарову. Тот немедленно поднял бригаду по тревоге и при поддержке нескольких десятков находившихся в городе гестаповцев попытался захватить штаб генерала и изолировать расположение верных ему солдат вермахта. Вскоре в городе начался бой, который затянулся до трёх часов утра следующего дня.
Болгары не смогли захватить город, у них было убито двадцать человек. Запаниковавшие легионеры побежали на северо-запад, бросив всю артиллерию и весь автотранспорт. На рассвете они скрылись в лесу, где полковник Рогозаров дал им привал. Новости о грядущей капитуляции повергли солдат в отчаяние, и Пауль Бриллинг, не желая сдаваться в плен, покончил с собой. Ещё три человека умерли от ранений, и их вместе с Бриллингом похоронили в братской могиле. Ещё несколько человек поспешило на восток сдаваться в плен русским войскам. Командир бригады не позволил ротмистру Замфирову стрелять в них и приказал немедленно свернуть привал. Уцелевшие офицеры направились в зону ответственности американских войск, где могли рассчитывать на лучшие условия капитуляции, чем перед Красной армией.

### Прорыв на Запад
Ослабленная бригада направилась к Гмюнду. Пару часов спустя они заметили самолёт По-2 из ночного бомбардировочного полка 5-й советской воздушной армии. Командир артдивизиона капитан Лебибов сбил самолёт из пулемёта MG-34 и захватил его экипаж — двух молодых лётчиц. Однако болгары отпустили девушек, перевязав им раны и оставив на попечение священника деревни Будвассер. Там девушки дожидались прибытия советских войск. В той же деревне легионеры взяли несколько повозок и лошадей, обменяв их у жителей на свои грузовики, у которых кончилось горючее. Сложив на телеги раненых, которые не могли передвигаться самостоятельно, бригада продолжала свой марш на запад. Ночь с 8 на 9 мая застала её южнее города Цветль, где она оказалась совместно с бежавшими немцами.
Утром советская артиллерия начала обстреливать колонну. Пошли слухи, что красноармейцы перекрыли путь на запад. Легионеры и немцы заняли круговую оборону, но в течение часа стреляли только по двум лёгким танкам. Вскоре болгары отправили в разведку три патруля под командой ротмистра Замфирова, поручика Црвенича и фельдфебеля Ковачева. Вернувшись, те доложили, что по шоссе на Гмюнд в направлении чехословацкой границы движется советская бронетехника и пехота на грузовиках. Болгары оказались в тылу у противника, и пробиваться на запад уже стало проблематично, а сдаваться в плен болгары не желали — советские войска отправляли без вопросов в лагеря всех членов национальных формирований СС. Однако полковник Рогозаров нашёл выход из этой ситуации.
Он приказал трем десяткам наиболее светловолосых легионеров переодеться в форму, снятую с захваченных в Штоккерау пленных, и вооружиться трофейными автоматами ППШ. Остальные, спрятав под одеждой ручное оружие (гранаты, пистолеты, ножи), должны были изображать пленных. Построившись в колонну, окруженную переодетыми пленными, бригада двинулась на запад, имея в замке подводы с ранеными и спрятанным на дне стрелковым оружием. Впереди шёл Рогозаров, который свободно владел русским языком. Он был облачён в форму советского капитана. В течение дня несколько механизированных колонн советских войск обогнали бригаду, но все считали, что автоматчики куда-то ведут пленных «фрицев».
Вечером в нескольких километрах от чехословацкой границы путь болгарам преградил небольшой отряд советских мотоциклистов-разведчиков. То ли направление движения колонны показалось подозрительным, то ли переодетых легионеров выдали их немецкие сапоги, но мотоциклисты направили на болгар свои автоматы, а командовавший ими офицер подошел к Рогозарову и потребовал предъявить документы на сопровождение пленных. Полковник выхватил пистолет и убил офицера, но сам был сражён насмерть автоматным огнём. Легионеры с трудом перебили сопротивлявшихся и захватили двадцать человек в плен.

### Капитуляция
Ивана Рогозарова солдаты похоронили с высшими почестями и поспешили дальше. В ночь на 10 мая в районе Ческе-Веленице им удалось пересечь границу. Авангардный патруль под командой ротмистра Замфирова, выдвигавшийся на трофейных советских мотоциклах, столкнулся с чешскими партизанами. Нескольких удалось захватить в плен, но Замфиров ограничился только их поркой, после чего отпустил. Выйдя на окраину населённого пункта Тргове-Свини, Замфиров нашёл разведчиков 3-й американской армии. В 10:30 утра он подписал капитуляцию в штабе американского танкового полка, после чего вместе с американским капитаном он выехал в расположение бригады и объявил своим товарищам условия капитуляции. Построившись в последний раз, двести пятьдесят последних легионеров торжественно простились со своим боевым знаменем, после чего знаменосец подофицер Радойнов сжёг его. Спустя несколько часов болгары прибыли в нужный район, сложили оружие и подняли белый флаг. Они также передали всех советских пленных и вскоре были переправлены в тыл 3-й американской армии. Так закончился короткий, но тяжёлый боевой путь Болгарской противотанковой бригады СС.

## Судьба легионеров
После кратковременного пребывания в нескольких лагерях военнопленных на территории Чехословакии болгары направились в Австрию, в лагерь Бад-Ишль, где им предстояло находиться до самого освобождения. Условия содержания в лагере были ужасными, но выносливые болгары перенесли их. Офицеры и солдаты были строго разделены, за общение между ними полагалось строгое наказание, но командиры сумели поддержать связь со своими подчинёнными. Нескольких освободили через полгода, остальным пришлось ждать ещё год своего освобождения. Вскоре легионеры были завербованы ЦРУ для разведопераций на территории коммунистической Болгарии. Один из них, ротмистр Замфиров, дважды десантировался в Болгарии в 1946 году, а в январе 1947 года разбился во время своего третьего десантирования.
После окончания войны легионеры начали возвращаться в Болгарию, всего до конца октября 1945 года в Болгарию вернулись 428 человек.
Их арестовали, но никто из них не был казнён.
Командир роты 2-го батальона поручик Хаджилаков, арестованный в Бургасе с поддельными документами, был приговорён к двум годам тюремного заключения (благодаря помощи старшего брата-коммуниста и тому, что на суде узнали о его отказе расстреливать советских солдат).
Несколько человек отбывали заключение в советских лагерях. Нашлись и те, кто вернулся к мирной жизни. Из оставшихся в эмиграции большинство вернулось на родину, после объявления в Болгарии в 1954 году (спустя год после смерти Сталина) амнистии участникам антисоветской борьбы и политическим заключённым. Тогда были освобождены и легионеры, отбывавшие в тюрьмах длительные сроки. Почти каждый год несколько бывших легионеров собиралось в ресторанчике, который держал в городе Пештера бывший врач бригады Билярский.
В 1992 году был организован Союз ветеранов Противотанкового легиона, встречи которого организовывались ежегодно. Первым председателем союза был избран доктор Лука Билярский, а после его смерти в 1993 году председателем стал Костадин Хаджилалков, бывший поручик 2-го батальона. На начало 1995 года в союзе насчитывалось 42 ветерана Болгарской бригады СС, 5 из которых проживало в США, по 2 в Австрии и Македонии, один в Германии, а все остальные в Болгарии.

## Документы
Документов о Болгарской противотанковой бригаде почти нет. О размерах и её истинном названии, а также возможности её существования как такового до сих пор ведутся споры. Единственными официальным материалами по этому вопросу являются протоколы процесса над легионерами, которые пытались организовать мятеж перед отправкой на фронт, однако почти все специалисты считают эти документы фальшивкой. Единственным источником сведений по данному вопросу являются на данный момент лишь воспоминания ветеранов бригады.